# پتاسیم فری‌اکسالات
پتاسیم فری‌اکسالات (به انگلیسی: Potassium ferrioxalate) یک ترکیب شیمیایی است؛ که جرم مولی آن ۴۳۷٫۲۰ g/mol می‌باشد. مولکول این ترکیب پیچیده یک یون آهن سه ظرفیتی، سه کاتیون پتاسیم و سه دی‌آنیون اگزالات دارد. شکل ظاهری این ترکیب، بلورهای سبز است.

## تولید

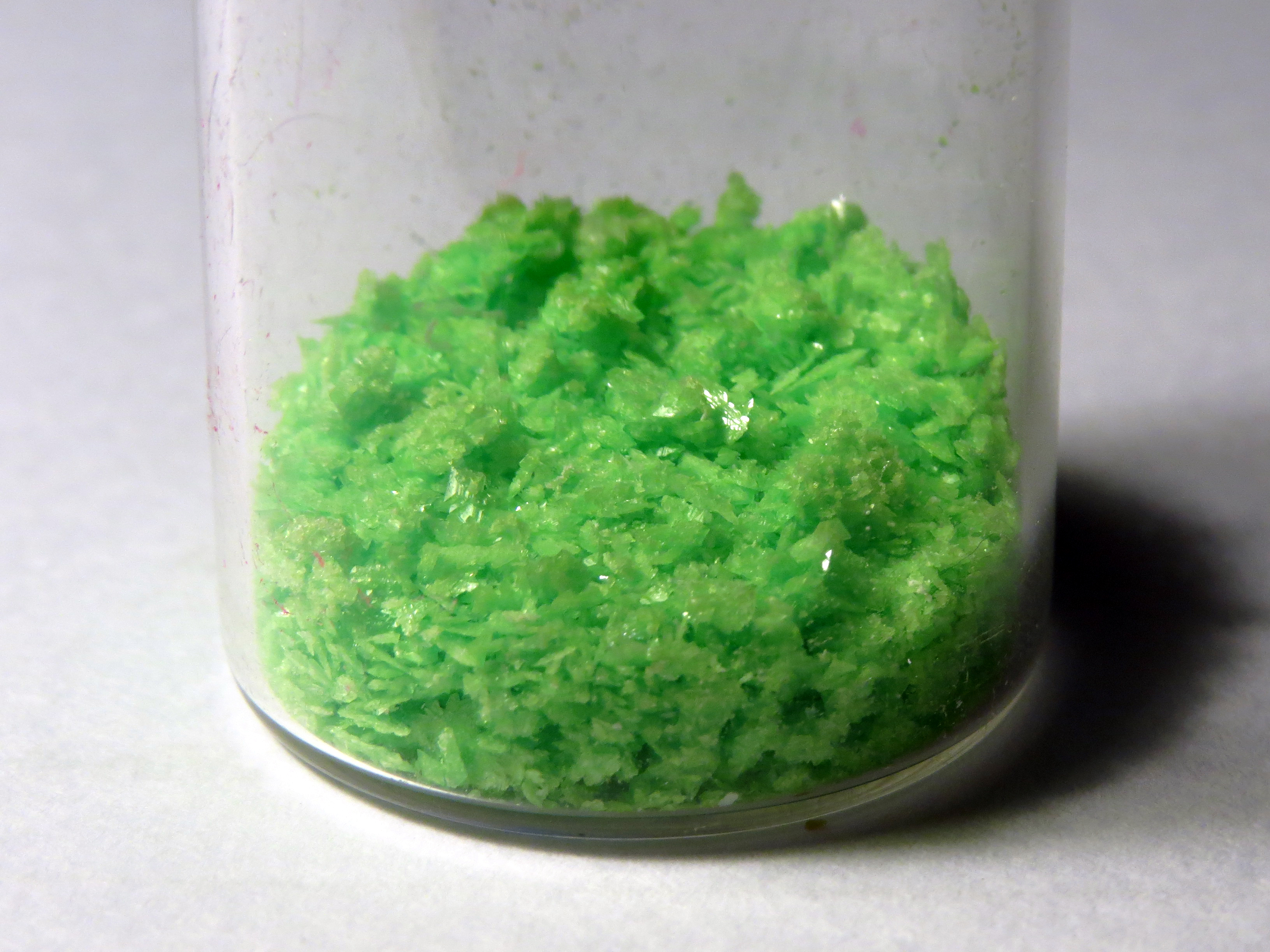
Crystals of potassium ferrioxalate trihydrate.

یکی از روشهای تولید این ترکیب پیوند سولفات آهن (III) با اگزالات باریم و اگزالات پتاسیم است.
Fe2(SO4)3 + 3 BaC2O4 + 3 K2C2O4 → 2 K3[Fe(C2O4)3] + 3 BaSO4